# 高氯酸亚铕
高氯酸亚铕是一种无机化合物，化学式为Eu(ClO4)2。它在酸性溶液中可以被氧化，生成Eu3+并放出氢气。

## 制备
高氯酸亚铕可以通过将略过量的碳酸亚铕溶解在50%高氯酸中制得。